# Chersonesometrus madraspatensis
Espèce
Synonymes
- Palamnaeus fulvipes madraspatensis Pocock, 1900
- Heterometrus madraspatensis (Pocock, 1900)

Chersonesometrus madraspatensis est une espèce de scorpions de la famille des Scorpionidae.

## Distribution
Cette espèce est endémique d'Inde. Elle se rencontre au Tamil Nadu, au Pondichéry, au Karnataka, en Andhra Pradesh, au Telangana, au Chhattisgarh et en Odisha.

## Description
Chersonesometrus madraspatensis mesure de 70 à 100 mm.

## Systématique et taxinomie
Cette espèce a été décrite sous le protonyme Palamnaeus fulvipes madraspatensis par Pocock en 1900. Elle est placée en synonymie avec Heterometrus fulvipes par Couzijn en 1981. Elle est relevée de synonymie et élevée au rang d'espèce dans le genre Heterometrus par Tikader et Bastawade en 1983. Elle est placée dans le genre Chersonesometrus par Prendini et Loria en 2020.

## Étymologie
Son nom d'espèce, composé de madras(pat) et du suffixe latin -ensis, « qui vit dans, qui habite », lui a été donné en référence au lieu de sa découverte, Madras.

## Publication originale
- Pocock, 1900 : « Arachnida. » The fauna of British India, including Ceylon and Burma, London, Taylor and Francis, p. 1-279 (texte intégral).